# FK IMT Belgrad
Der FK IMT Belgrad (offiziell auf Serbisch: Фудбалски клуб ИМТ Београд – ФК ИМТ Београд, Fudbalski klub IMT Beograd – FK IMT), gewöhnlich FK IMT, ist ein serbischer Fußballverein aus Belgrad. Der Klub wurde 1953 gegründet und spielt seit der Saison 2023/24 in der Super Liga, der höchsten Spielklasse im serbischen Fußball.

## Geschichte
Der Klub wurde 1953 von den Arbeitern des damaligen jugoslawischen Unternehmens IMT, welche sich mit der Herstellung von Traktoren und anderen Maschinen für die Landwirtschaft beschäftigte, gegründet. Wegen der Gründungsgeschichte trägt der Klub den Spitznamen die Traktorfahrer. Der Klub spielte seit der Gründung jahrelang in den unterklassigen Ligen. In der Saison 2019/20 stiegen sie als Erstplatzierter in der Srpska Liga Beograd, der dritthöchsten Spielklasse in Serbien, in die zweithöchsten Spielklasse, der Prva Liga auf. Dies war das erste Mal in der Klubgeschichte, dass der Klub in die zweite Liga aufgestiegen war. In der Debütsaison, bzw. der Saison 2020/21, errangte man in der Prva Liga den vierten Platz. In der folgenden Saison wurde der Aufstieg in die Super Liga, als man in der Relegation knapp an FK Novi Pazar, scheiterte, verpasst. In der Saison 2022/23 gelang IMT als Meister der Prva Liga der Aufstieg in die Super Liga, womit es nach nur drei Saisons in der zweiten Liga den Aufstieg in die höchste serbischen Spielklasse schaffte. Dieser Aufstieg stellt den bisher größten Erfolg der Klubgeschichte dar.

## Stadion
Das Stadion befindet sich in der Nähe der Sporthalle Ranko Žeravica. Im Jahr 2013 wurde es saniert. 1150 Stühle, die sich vorher am Partizan-Stadion, dem Stadion vom FK Partizan Belgrad, befanden, wurden auf den beiden Tribünen des Stadions aufgestellt. Die Rasenfläche ist eine der besten der Liga und neben der Hauptfläche gibt es auch einen Nebenplatz mit Flutlicht. Das Stadion wird von den Fans „Old Tractor Arena“ genannt.
Da das Stadion nicht die Kriterien für die erste Liga erfüllt, wird der Klub seine Heimspiele in der Super Liga nicht in seinem eigenen Stadion austragen können. Am 2. Juli 2023 gab IMT Belgrad bekannt, dass sie eine Einigung mit dem FK Voždovac erzielt haben, weshalb sie ihre Heimspiele in der Saison 2023/24 im Stadion Voždovac austragen werden.